# Манаготра
Манаготра (крим. Manağotra) — маловодна річка в Україні у Бахчисарайському районі Автономної Республіки Крим, у гірському Криму. Права притока річки Бельбек (басейн Чорного моря).

## Опис
Довжина річки 4,1 км, площа водозбору річки 10,0 км, похил річки 40 м/км. Формується декількома безіменними струмками та загатами.

## Розташування
Бере початок на північно-західних схилах гори Оксек (1395,3 м). Спочатку тече на північний захід, далі тече переважно на південний захід і у селі Щасливе (до 1945 року — Бюю́к-Озенба́ш, крим. Büyük Özenbaş, рос. Счастливое)  впадає у річку Бельбек.

## Цікаві факти
- Річка бере початок у листяному лісі[2].
- На північно-східній околиці села Щасливе існує Щасливенське водосховище[4][4].